# Hedy Schlunegger
Hedy Kaufmann-Schlunegger, švicarska alpska smučarka, * 10. marec 1923, Wengen, † 3. julij 2003, Grindelwald.
Svoj največji uspeh kariere je dosegla na  Olimpijskih igrah 1948, ko je postala olimpijska prvakinja v smuku, tekma je štela tudi za svetovno prvenstvo. Sedemkrat je postala švicarska državna prvakinja v alpskem smučanju, štirikrat v smuku in trikrat v kombinaciji.
Njena vnukinja je alpska smučarka Martina Schild.